# Bruce Albert
Bruce Albert es un antropólogo francés nacido en Marruecos en 1952. Tiene un doctorado en Antropología de la Universidad de París X-Nanterre y es investigador principal del Institut de Recherche pour le Développement. Comenzó a trabajar con los yanomami en Brasil en 1975. Participó en la fundación de la ONG Comisión Pró-Yanomami, en 1978, y participó durante décadas en la movilización por la ratificación de la Tierra Indígena Yanomami.
Basado en su experiencia de más de 30 años con el pueblo yanomami y particularmente con Davi Kopenawa Yanomami, Albert escribió y elaboró el libro La caída del cielo con la transcripción de las palabras del chamán Davi Kopenawa, recogidas en grabaciones realizadas a lo largo del período desde 1989 al 2000. El libro fue elaborado a pedido de Davi, con la intención de transmitir sus palabras y las palabras de los yanomami a los 'blancos' (no indígenas) de Brasil y del mundo, para que sean escuchados y quizás logren pacificar a los visión de los 'blancos' sobre el bosque. Fue publicado primero en francés y luego en portugués, recibiendo una gran atención.